# Chromi(III) selenide
Chromi(III) selenide, hay Chromiic selenide (tiếng Anh: chromium(III) selenide), là một hợp chất vô cơ có công thức hóa học Cr2Se3.  Hợp chất này tồn tại dưới dạng là bột vô định hình hoặc tinh thể màu nâu đỏ, không tan trong nước.

## Điều chế
- Dạng vô định hình của hợp chất có thể tạo ra bằng cách cho Chromi(III) oxide tác dụng với selen ở nhiệt độ cao (trong điều kiện có khí hydro hoặc nitơ).
- Dạng tinh thể của hợp chất có thể được điều chế bằng cách cho Chromi(III) chloride tác dụng với hydro selenide.[1]

## Phức Chromi(III) selenide
Kali điselenoChromiat(III) (KCrSe2) tồn tại dưới dạng là các tinh thể màu lục đậm, tan trong acid nitric nhưng không tan trong acid clohydric. Hợp chất này được điều chế bằng cách cho kali cyanide tác dụng với selen và Chromi(III) oxide trong điều kiện nhiệt độ cao.